# Serie 289 de Renfe

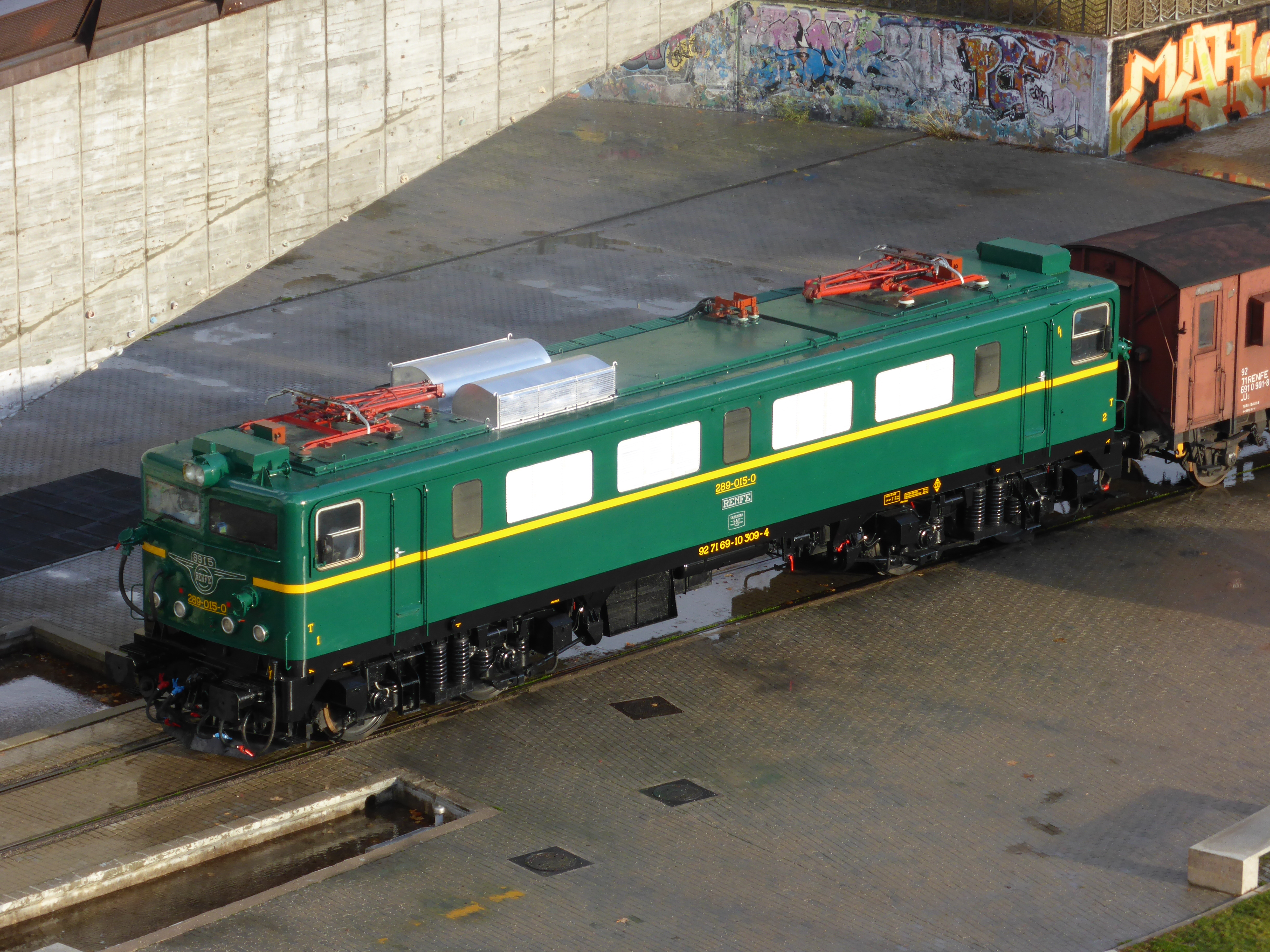
Locomotora con matrícula: 289-015-0 de Renfe. Numeración antigua: 8915. Fotografía tomada en la vía exterior de la estación Madrid-Delicias.

La serie 289, o serie 8900 según la antigua numeración de Renfe, es una serie de locomotoras eléctricas de fabricación japonesa, similar a la serie 279 de Renfe en cuanto a estructura aunque algo posterior y con más potencia. Ambas series sirvieron para cubrir el problema de la coexistencia de líneas de 1500 V c.c. y líneas de 3000 V c.c. ya que en aquel entonces cada zona del país tenía una electrificación diferente. Esta serie era una locomotora bitensión, en ocasiones denominada como locomotora universal por su capacidad de poder circular en cualquier línea electrificada de Renfe.
Esta serie, formada inicialmente por 40 unidades, se entregó entre los años 1969 y 1972, los bogies son monomotor birreductores lo que le permite diferentes características si va a realizar un transporte de viajeros o por el contrario transporta mercancías con lo que la velocidad máxima que ofrecen sus motores de 3100 kW de potencia es de 130 km/h para el transporte de viajeros y 80 km/h para mercancías. Aunque años más tarde se aumentaría la velocidad máxima de pasajeros hasta los 140 km/h en algunas de las unidades. La última máquina en prestar servicio fue la 289.039.0 y que posteriormente fue apartada y dada de baja en 05/2010. La locomotora 020 ha sido preservada en Valladolid y la 015 en Madrid.
En la actualidad, toda la serie ha sido retirada de la circulación para su posterior desguace.

## Subserie 289.100
A finales de los años 1990 con las locomotoras que aún estaban en funcionamiento se decidió realizar unas modificaciones uniendo dos unidades como una única locomotora indeformable, únicamente funcionarán de dos en dos y únicamente si está acoplada con otra de las locomotoras reformadas. Esta subserie se denomina comúnmente como tándem.
Esta subserie compuesta por 9 unidades, proveniente de las locomotoras antiguas es equivalente a 2 locomotoras unidas en mando múltiple pero al ser el acoplamiento definitivo las cabinas enfrentadas se han eliminado y se han añadido a ese espacio elementos de las cabinas para mayor comodidad de los maquinistas. Esta subserie pasaría a ser una locomotora de 8 ejes en 4 bogies Bo'Bo'Bo'Bo' con una potencia de 6200 kW y un peso de 168 t. Su numeración corresponde de la 289.101 a la 289.109.
La serie dependía del depósito de la estación de Miranda de Ebro y a partir de marzo de 2000, las unidades se encargaban principalmente de la tracción de trenes siderúrgicos, TECOS de contenedores y químicos por la Línea Madrid-Hendaya y Castejón-Bilbao. 
En el año 2014, algunas unidades fueron destinadas a la Base de Lugo de LLanera en Asturias para reforzar a las 251 en los tráficos siderúrgicos por la rampa de pajares debido a la alta demanda de los mismos. En ese periodo también comenzó el cambio de Librea de Cargas a los colores corporativos de Renfe Operadora.
En el año 2017 se decidió trasladar las unidades 102, 103, 106, 107 y 108 a Tarragona para atender los tráficos de los Carboneros de Tarragona a Samper de Calanda (hoy en día ya suprimidos). Mientras las unidades 101, 104 y 105 seguían en Miranda, mientras que la 109 se incendió en 2014, fue apartada y desguazada para repuestos. En ese año también se retiraron las unidades 101, 102 (por incendio), 107 y 108. Las 4 unidades restantes fueron retiradas en el verano de 2018. 
En el año 2020 Go Transport adquirió las tres unidades apartadas en Miranda de Ebro (la 101, 104 y 105), las cuales se encuentran todavía pendientes de traslado para su puesta a punto y preparación.